# 側生動物
側生動物是動物界裡的一個古老的亞界，和其領鞭毛蟲的祖先不同，它們有宏觀的結構及分化的細胞，但又不像真後生動物一樣有組織。现存的側生動物只有海綿，屬於多孔動物門。有些也會包括進扁盤動物門，此門只有絲盤蟲同一個物種。側生動物是不對稱的，而其他所有的動物則總是會有一些的對稱。側生動物現在包含有五千多個物種，約有150種生活在淡水裡。